# Inconel

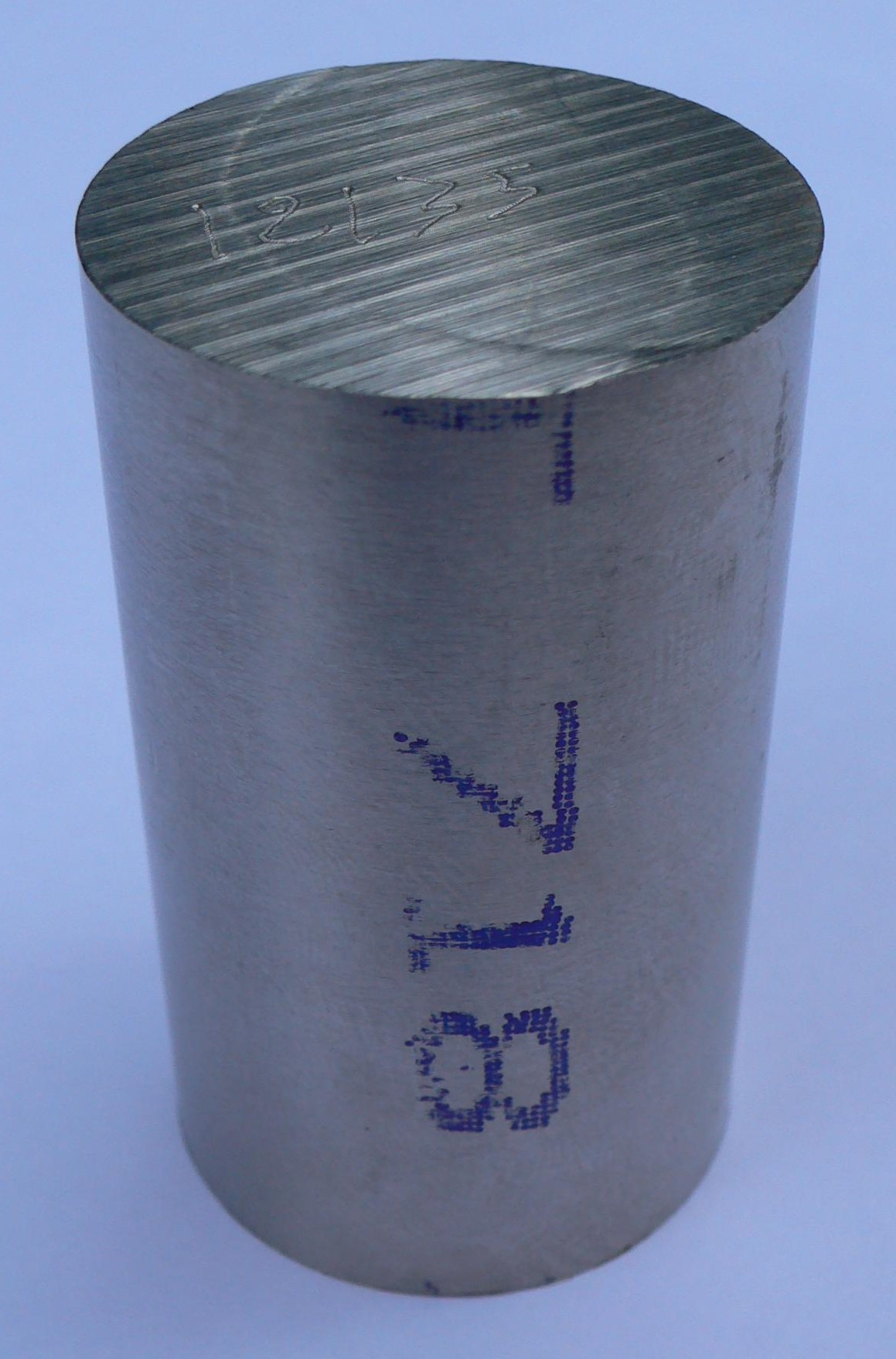
Barra circular de Inconel 718

Inconel es una marca de Special Metals Corporation que se refiere a una familia de superaleaciones austeníticas de base níquel-cromo. Las aleaciones de inconel se utilizan normalmente en aplicaciones a altas temperaturas. A menudo se denominan en inglés como "Inco" (o de vez en cuando "Iconel"). Los nombres comerciales comunes para Inconel incluyen: Inconel 625, Chronin 625, Altemp 625, Haynes 625, Nickelvac 625 y Nicrofer 6020.

## Historia
La familia de aleaciones Inconel fue desarrollada por primera vez en la década de 1940 por equipos de investigación en Wiggin Alloys (Hereford, Inglaterra), que ha sido adquirida por SMC, en apoyo del desarrollo del motor a reacción Whittle.

## Composición
Las diferentes aleaciones tienen una amplia variedad de composiciones, pero todas tienen principalmente níquel, con cromo como segundo elemento. Algunas de las composiciones de algunas aleaciones son:
| Inconel | Elemento (% por masa) | Elemento (% por masa) | Elemento (% por masa) | Elemento (% por masa) | Elemento (% por masa) | Elemento (% por masa) | Elemento (% por masa) | Elemento (% por masa) | Elemento (% por masa) | Elemento (% por masa) | Elemento (% por masa) | Elemento (% por masa) | Elemento (% por masa) | Elemento (% por masa) | Elemento (% por masa) |
| Inconel | Níquel                | Cromo                 | Hierro                | Molibdeno             | Niobio                | Cobalto               | Manganeso             | Cobre                 | Aluminio              | Titanio               | Silicio               | Carbono               | Azufre                | Fósforo               | Boro                  |
| ------- | --------------------- | --------------------- | --------------------- | --------------------- | --------------------- | --------------------- | --------------------- | --------------------- | --------------------- | --------------------- | --------------------- | --------------------- | --------------------- | --------------------- | --------------------- |
| 600     | 72                    | 14-17                 | 6-10                  |                       |                       |                       | 1                     | 0,5                   |                       |                       | 0,5                   | 0,15                  | 0,015                 |                       |                       |
| 625     | 58                    | 20-23                 | 5                     | 8-10                  | 3,15-4,15             | 1                     | 0,5                   |                       | 0,4                   | 0,4                   | 0,5                   | 0,1                   | 0,015                 | 0,015                 |                       |
| 718     | 50-55                 | 17-21                 | balance               | 2,8-3,3               | 4,75-5,5              | 1                     | 0,35                  | 0,2-0,8               | 0,65-1,15             | 0,3                   | 0,35                  | 0,08                  | 0,015                 | 0,015                 | 0,006                 |

## Usos
Inconel se encuentra frecuentemente en ambientes extremos. 
Algunos usos de inconel incluyen:
- SpaceX utiliza inconel en el colector de máquinas de su máquina para cohetes Merlín (motor cohete) que propulsa el vehículo de lanzamiento Falcon 9.[7]

- La Fórmula 1 usa inconel en los tubos de escape de las unidades de potencia.

- Tesla Motors emplea inconel, en vez de acero, para actualizar el contactor del paquete principal de baterías de su  Model S, lo que permite un aumento en la salida de potencia (aceleración) Tesla se refiere a ello como el modo risible o de la risa ("Ludicrous Mode").[8][9]